# Gianna Hablützel-Bürki
Gianna Hablützel-Bürki (nacida como Gianna Bürki, Basilea, 22 de diciembre de 1969) es una deportista suiza que compitió en esgrima, especialista en la modalidad de espada.
Participó en dos Juegos Olímpicos de Verano, en los años 1996 y 2000, obteniendo dos medallas de plata en Sídney 2000, en las pruebas individual y por equipo (junto con Sophie Lamon y Diana Romagnoli).
Ganó dos medallas en el Campeonato Mundial de Esgrima de 2001 y cinco medallas en el Campeonato Europeo de Esgrima entre los años 1993 y 2000.

## Palmarés internacional
| Juegos Olímpicos   | Juegos Olímpicos    | Juegos Olímpicos  | Juegos Olímpicos   |
| Año                | Lugar               | Medalla           | Prueba             |
| ------------------ | ------------------- | ----------------- | ------------------ |
| 2000               | Sídney (Australia)  | Medalla de plata  | Espada individual  |
| 2000               | Sídney (Australia)  | Medalla de plata  | Espada por equipos |
| Campeonato Mundial |                     |                   |                    |
| Año                | Lugar               | Medalla           | Prueba             |
| 2001               | Nimes (Francia)     | Medalla de plata  | Espada por equipos |
| 2001               | Nimes (Francia)     | Medalla de bronce | Espada individual  |
| Campeonato Europeo |                     |                   |                    |
| Año                | Lugar               | Medalla           | Prueba             |
| 1993               | Linz (Austria)      | Medalla de plata  | Espada individual  |
| 1994               | Cracovia (Polonia)  | Medalla de bronce | Espada individual  |
| 1995               | Keszthely (Hungría) | Medalla de bronce | Espada individual  |
| 1996               | Limoges (Francia)   | Medalla de plata  | Espada individual  |
| 2000               | Funchal (Portugal)  | Medalla de oro    | Espada por equipos |